# Alexeï Lebedev
Pour les articles homonymes, voir Lebedev.
 (mars 2011).
Alexeï Sergueïevitch Lebedev (en russe : Алексей Сергеевич Лебедев ; 1852-1912) est un écrivain russe, auteur de littérature spirituelle et un théologien orthodoxe.
Ayant étudié à l'Académie théologique de Saint-Pétersbourg, il enseigne par la suite à l'Académie militaire de médecine impériale. Lebedev est volontiers critique envers le Patriarcat de Constantinople, notamment dans son attitude envers le Concile de Florence

## Œuvres
- Ветхозаветное вероучение во времена патриархов ("théologie de l'Ancien Testament à l'époque des Patriarches"), Saint-Pétersbourg, 1886, магистерская диссертация)
- Начальные наставления в Законе Божием ("L'instruction initiale dans la Loi divine"), Saint-Pétersbourg, 1891
- Уроки Закона Божия ("Leçons sur la loi divine"), Saint-Pétersbourg, 1892
- ("La physionomie morale du patriarcat de Constantinople"), in Bogoslovski Vestnik ("Bulletin orthodoxe"), janv 1895, p46
- Кафедра богословия в Императорской военно-медицинской академии ("Le ministère de la théologie à l'Académie militaire de médecine impériale"), 1898, in Церковный Вестник ("Bulletin de l'Église"), 1913, № 2.

## Sources
- Article Rulex tiré du Dictionnaire biographique russe